# Brigade mondaine : Vaudou aux Caraïbes
Cet article possède un paronyme, voir Brigade mondaine.
Pour plus de détails, voir Fiche technique et Distribution.
Brigade mondaine : Vaudou aux Caraïbes est un film français réalisé par Philippe Monnier, sorti en 1980.

## Fiche technique
- Titre français : Brigade mondaine: Vaudou aux Caraïbes
- Réalisation : Philippe Monnier, assisté d'Alain Nauroy
- Scénario : Philippe Monnier, Fernand Pluot, Pierre Germont et Helmut Neugebauer d'après Gérard de Villiers
- Photographie : François About
- Musique : Marc Cerrone
- Production : Gérard de Villiers et Francis Cosne
- Photographie : François About
- Montage : Hélène Plemiannikov
- Société (s) de production : Francos Films, Geiselgasteig Film
- Société (s) de distribution : CFCC
- Pays d'origine :  France
- Format : Eastmancolor - 35 mm - son  Mono
- Genre : policier
- Durée : 97 minutes
- Date de sortie : 
  - France : 23 juillet 1980
- Classification : 
  - interdiction aux moins de 18 ans à sa sortie en salles au Portugal
  - interdiction aux moins de 18 ans à sa sortie en salles au Allemagne

## Distribution
- Patrice Valota : Corentin
- Jacques Bouanich : Aimé Brichot
- Julie Margo : Chimène
- Corinne Carol : Éliane
- Jean-François Garreaud : Bertil
- Marcel Dalio : Mazoyer
- Émilie Benoît

## Autour du film

### Box Office
- Le film a fait 609 475 entrées en France[1].